# Stazione di Bari Zona Industriale
La stazione di Bari Zona Industriale è una fermata ferroviaria situata tra i quartieri Fesca, S. Girolamo e San Paolo della città di Bari.
La fermata ferroviaria di Trenitalia serve la ferrovia Bari - Foggia ed è utilizzata principalmente da pendolari. È parte del servizio ferroviario metropolitano di Bari.
La fermata è composta da 2 binari. Nonostante il nome alluda alla zona industriale barese, la stazione si trova soltanto ai margini della suddetta zona.